# Flugplatz Sibut

i7
i11
i13
Der Flugplatz Sibut (französisch Aérodrome de Sibut, ICAO-Code: FEFU) ist der Flugplatz von Sibut, der Hauptstadt der Präfektur Kémo im südlichen Zentrum der Zentralafrikanischen Republik.
Der Flugplatz liegt etwa 3 Kilometer südwestlich der Stadt auf einer Höhe von 430 m. Seine Start- und Landebahn ist unbefestigt und verfügt nicht über eine Befeuerung. Der Flugplatz kann nur tagsüber und nur nach Sichtflugregeln angeflogen werden. Er verfügt nicht über reguläre Passagierverbindungen.